# Virve Holtsmeier
Virve Holtsmeier es una deportista soviética que compitió en tiro con arco, en la modalidad de arco recurvo. Ganó dos medallas en el Campeonato Mundial de Tiro con Arco al Aire Libre, plata en 1971 y oro en 1975.

## Palmarés internacional
| Campeonato Mundial al Aire Libre | Campeonato Mundial al Aire Libre | Campeonato Mundial al Aire Libre | Campeonato Mundial al Aire Libre |
| Año                              | Lugar                            | Medalla                          | Prueba                           |
| -------------------------------- | -------------------------------- | -------------------------------- | -------------------------------- |
| 1971                             | York (Reino Unido)               | Medalla de plata                 | Equipo                           |
| 1975                             | Interlaken (Suiza)               | Medalla de oro                   | Equipo                           |